# Hardéo Késsouwo
Hardéo Késsouwo (ou Hardéo Kessouo) est une localité du Cameroun située dans l'arrondissement de Dargala, le département du Diamaré et la région de l’Extrême-Nord. Elle fait partie du canton de Dargala.

## Population
En 1975, la localité comptait 257 habitants, dont 234 Peuls et 23 Toupouri.
Lors du recensement de 2005, on y a dénombré 421 personnes.